# Glennia
Glennia is een geslacht in de orde van de Lepidoptera (vlinders) familie van de Pieridae (Witjes).
Glennia werd in 1933 beschreven door Klots.

## Soort
Glennia omvat de volgende soort:
- Glennia pylotis - (Godart, 1819)